# Andy Stanfield
Andrew „Andy” William Stanfield (ur. 29 grudnia 1927 w  Waszyngtonie, zm. 15 czerwca 1985 w Livingston) – amerykański lekkoatleta, sprinter.
Jako dziecko przeniósł się z rodzicami do Jersey City. Tam ukończył szkołę średnią, a po odbyciu służby wojskowej wstąpił w 1948 na Seton Hall University. Odnosił znaczące sukcesy w lekkiej atletyce. Był mistrzem USA (AAU) w 1949 na 100 m i 200 m, w 1950 na 60 jardów, w 1951 w skoku w dal, w 1952 na 200 m i w 1953 na 220 jardów. Ustanowił rekord świata na 220 jardów (20,6 s) w 1951.
Na Igrzyskach Olimpijskich w 1952 w Helsinkach zdobył złote medale w biegu na 200 m i w sztafecie 4 × 100 m. Na Igrzyskach Olimpijskich w 1956 w Melbourne zajął drugie miejsce na 200 m za swym kolegą z reprezentacji Bobbym Morrowem.